# Nożyce gilotynowe
Nożyce gilotynowe (gilotyna) – narzędzie do cięcia arkuszy blachy lub plików papierów po linii prostej. Składa się z dwóch przylegających do siebie noży nachylonych w stosunku do siebie pod niewielkim kątem, ułożyskowanych zawiasowo lub przesuwających prostoliniowo w ten sposób, że przecinanie materiału odbywa się stopniowo, co zmniejsza siłę potrzebną do cięcia.

## Galeria

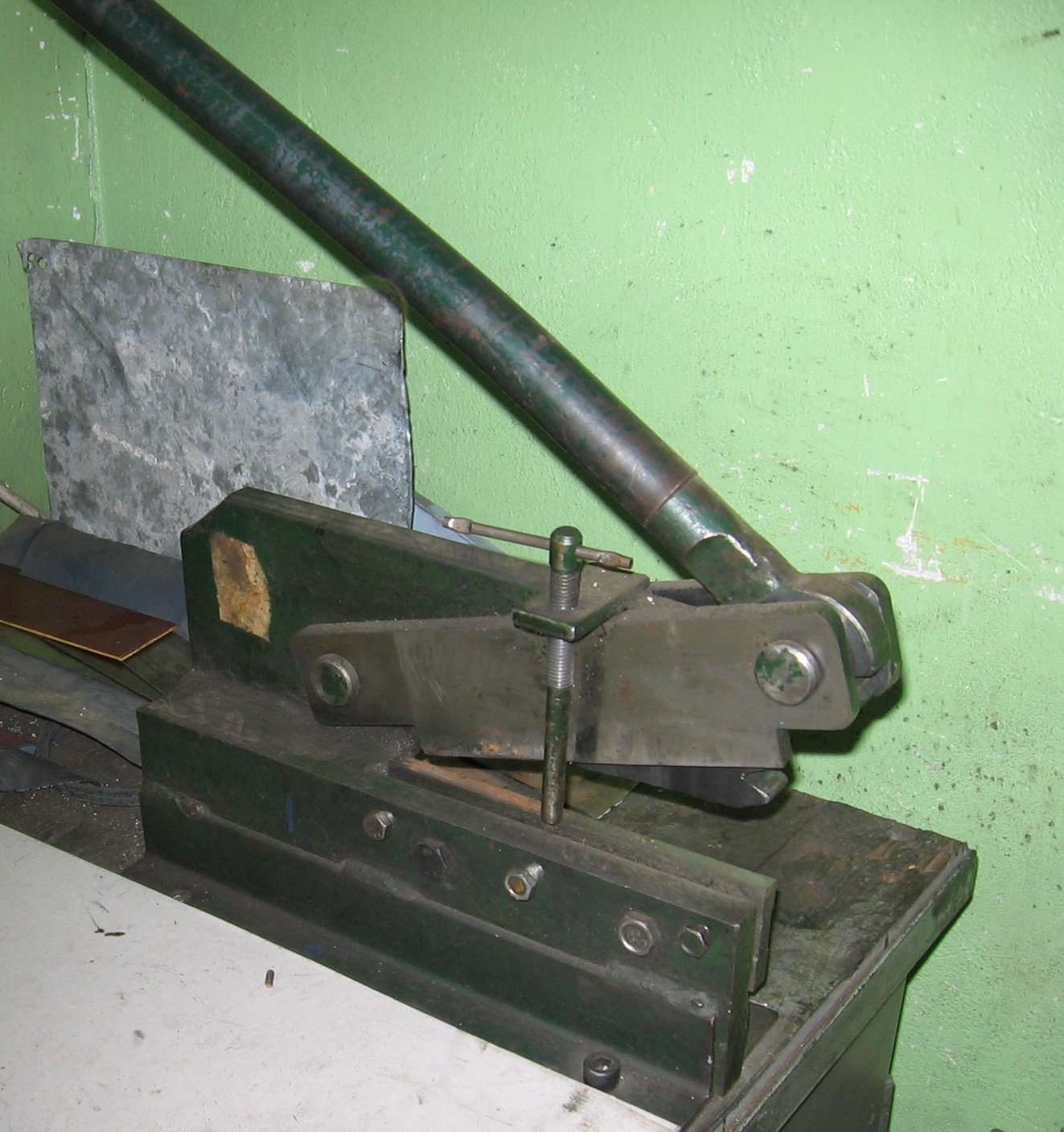
Ręczna gilotyna do cięcia blachy
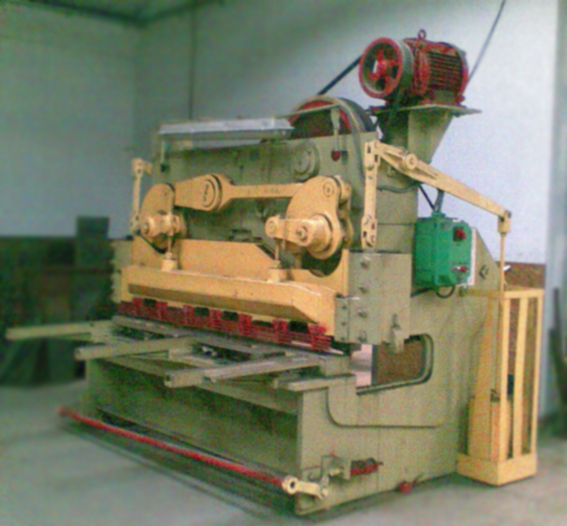
Gilotyna hydrauliczna do cięcia blachy
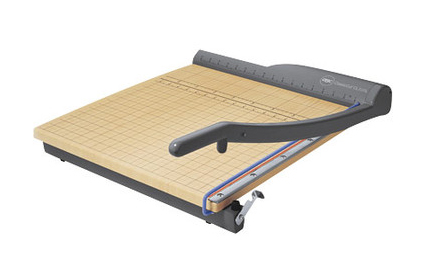
Ręczna gilotyna do papieru
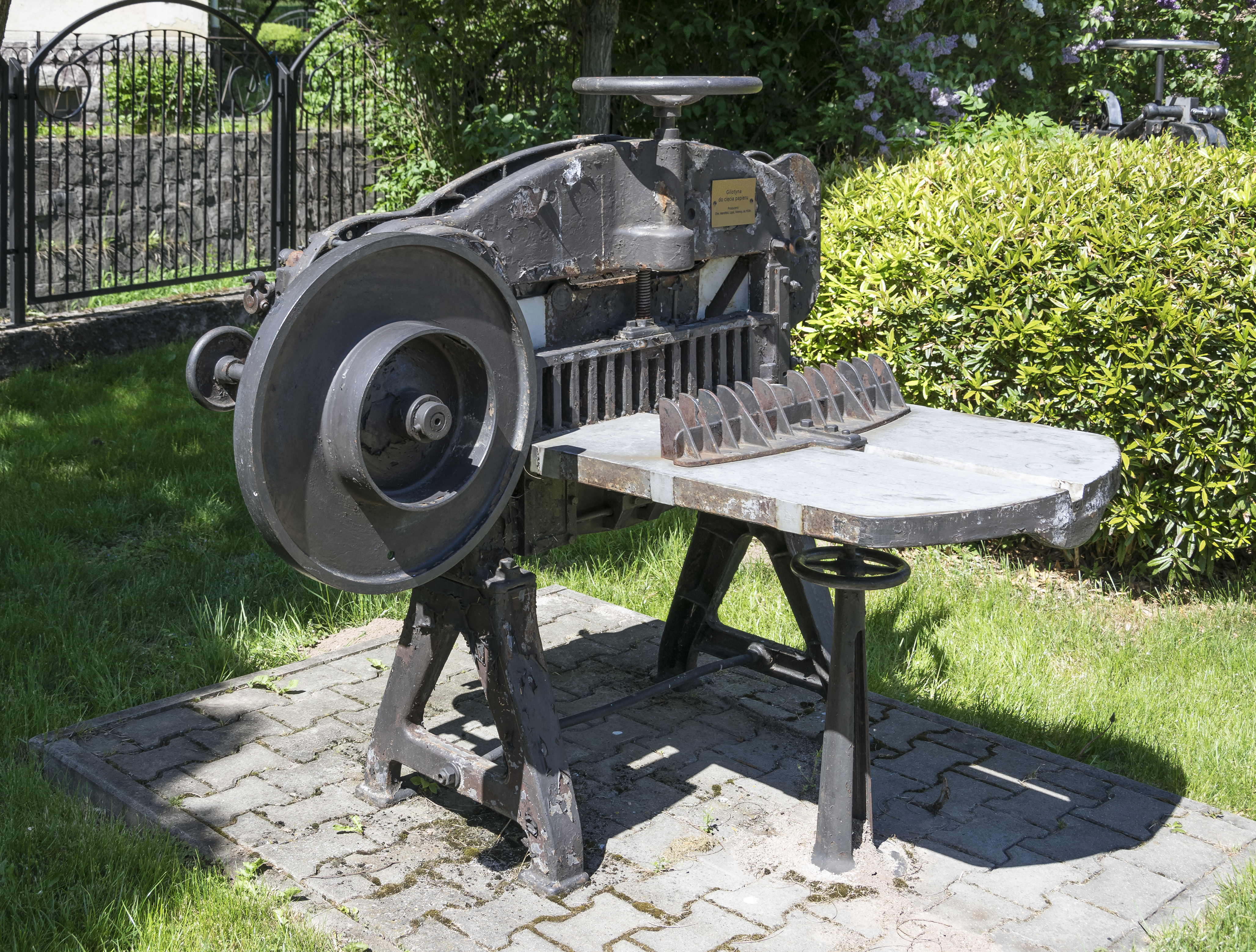
Zabytkowa gilotyna w Muzeum Papiernictwa w Dusznikach-Zdroju